# Нитрон

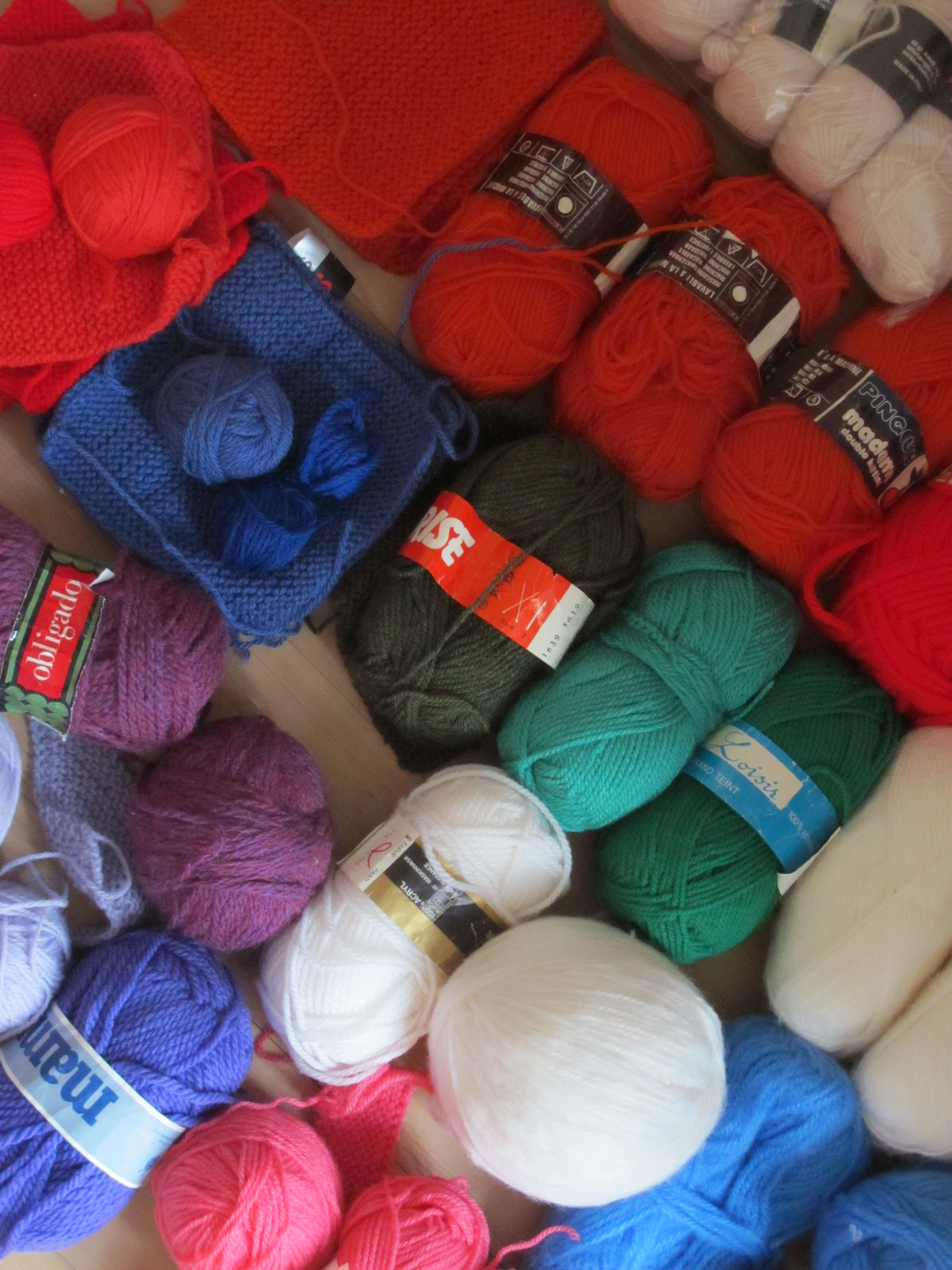
Акриловое волокно

Нитрон (Акриловое волокно, Акрил) — синтетическое волокно, получаемое путём формования из растворов полиакрилонитрила или его производных. Само волокно прочное, жёсткое, устойчивое к окрашиванию. Содержание добавок варьируется в зависимости от типа волокна. Применяют для изготовления трикотажных изделий, костюмных тканей, в том числе используется в виде напыления, для придания материалам водоотталкивающих свойств. Также применяется в различных технических изделиях.
В 1948 году полимер акрилонитрила был синтезирован в США, и разработано волокно под маркой «орлон». СССР приобрёл лицензию на волокно и позднее выпускал его под маркой «нитрон». Из него изготавливались имитации цигейки, из которых шились, например, детские шубки (1961), женские зимние пальто. Товар был, несмотря на синтетическое происхождение, дефицитным.

## Свойства
достоинства:
- прочность
- износоустойчивость
- дешевизна

недостатки:
- низкая эластичность
- негигиеничность